# 拉維尼亞 (薩爾塔省)

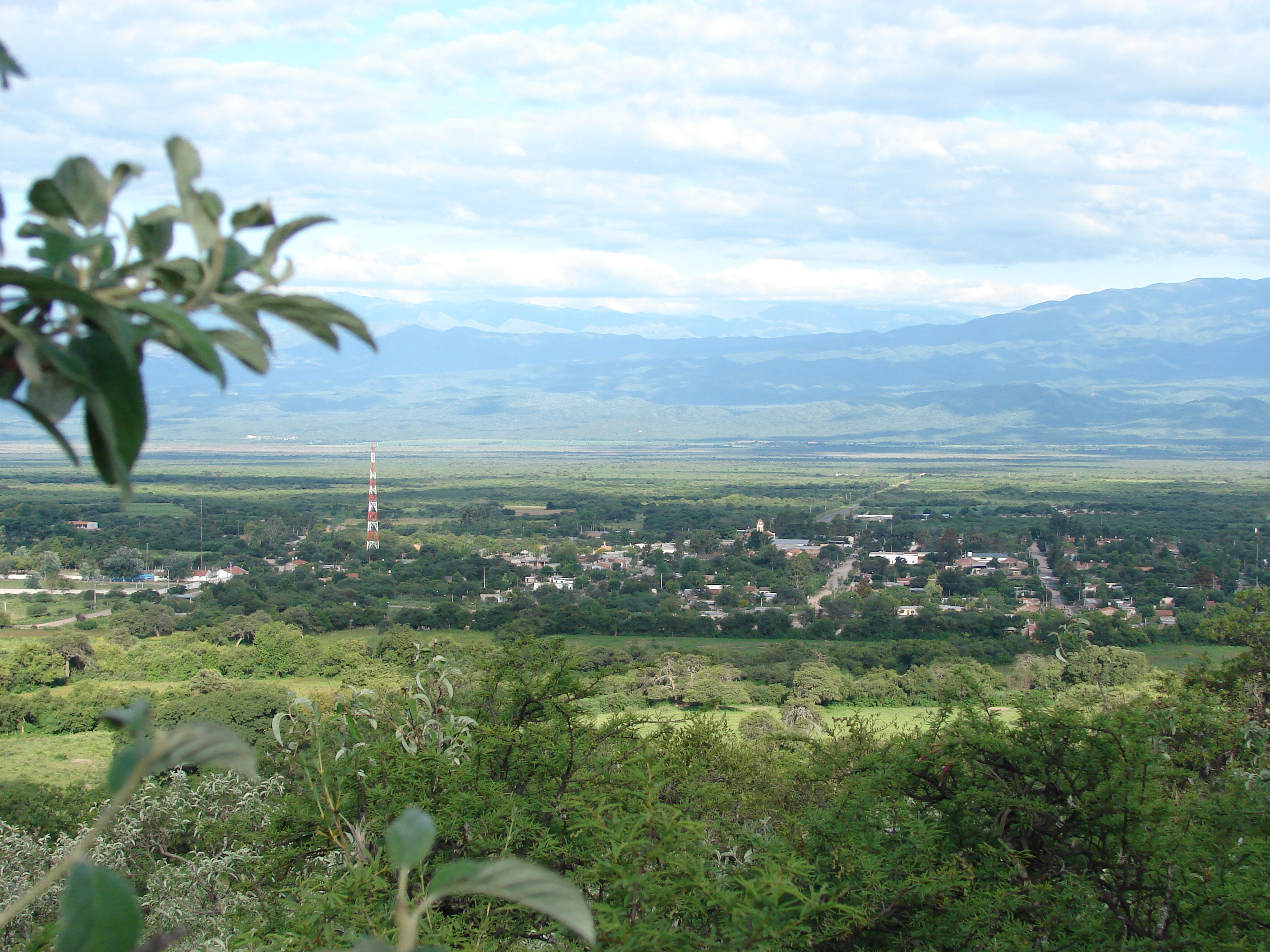
拉維尼亞

拉維尼亞（西班牙語：La Viña），是阿根廷的城鎮，位於該國西北部薩爾塔省，是拉維尼亞縣的首府，距離薩爾塔88公里，始建於1859年，海拔高度1,265米，2001年人口1,667。